# Pjetër Losha

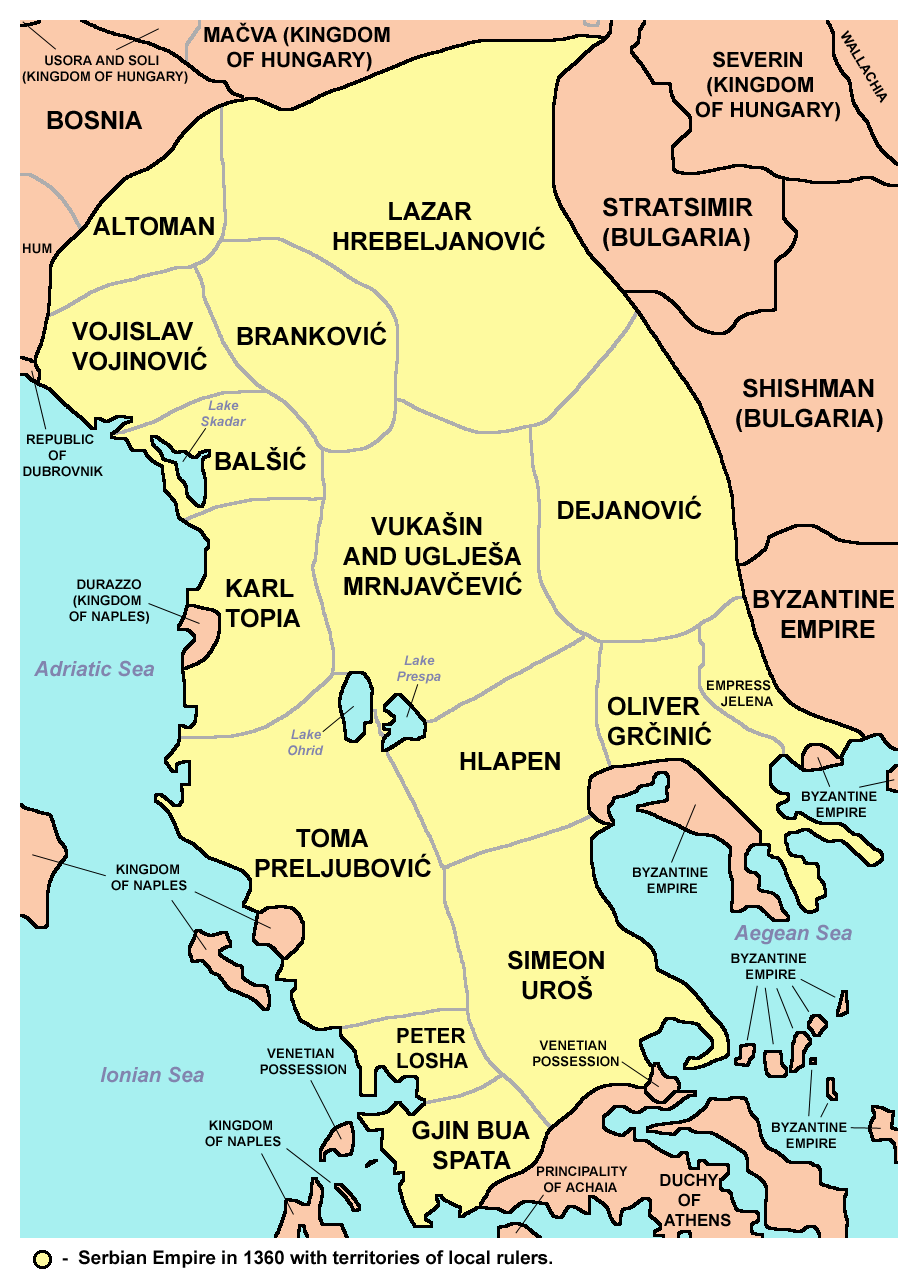
Verdeling van grondgebied tussen de Albanezen en Serviërs op de Balkan

Pjetër Losha (?-1374) was een Albanese despoot en legercommandant die samen met Gjin Shpata het zuiden van Albanië en het westen van Griekenland regeerde.
Pjetër Losha was oprichter van de Albanese troepen Mazaraki. Hij creëerde binnen deze clan een leger om de Grieken te verslaan en om zo onder andere Epirus in handen te krijgen. Het lukte hem om grondgebied te krijgen en de Grieken in het gebied te overheersen. Mede door het feit dat de Servische troepen onder leiding van Simeon Uros niet in conflict wilde raken met de Albanezen. Zodoende regeerden de Albanezen een lange tijd op Grieks gebied. 
Pjetër Losha kreeg een zoon, Gjon Losha, die later met de dochter van Thomas Preljubović trouwde. Thomas Preljubović was ondertussen de opvolger van Simeon Uros, die de Albanezen een gebied toereikten, na de dood van Irina Preljubović begon de vijandelijkheid tussen Albanezen, Grieken en Serviërs weer te groeien.